# Ciclo del silicio
El ciclo del silicio es un ciclo biogeoquímico durante el cual los minerales de silicio se intercambian entre  diferentes organismos y la corteza terrestre. El silicio es un bioelemento esencial para algunos seres vivos y uno los elementos más abundantes en la tierra, especialmente en forma de dióxido de silicio o sílice (SiO2). El ciclo del silicio tiene lugar mediante la meteorización de las rocas, la exportación biogénica y el entierro como sedimentos marinos en escalas de tiempo geológicas. Presenta un alto grado de solapamiento con el ciclo del carbono y tiene una función importante en el secuestro de carbono.

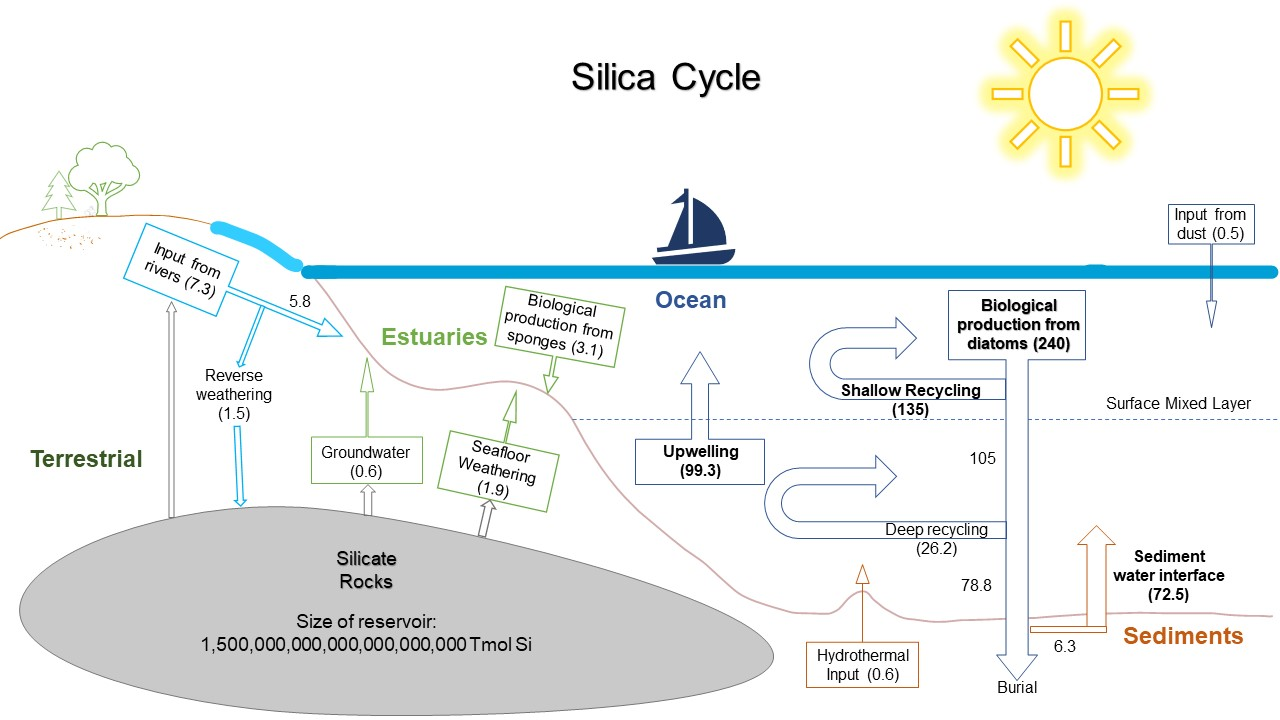
Las contribuciones terrestres y marinas al ciclo del silicio como el flujo en unidades de Tmol por año. La producción biológica en los océanos proviene principalmente de las diatomeas. En los estuarios, la producción se debe a las esponjas.

## Ciclo terrestre del silicio
El dióxido de silicio o sílice es un nutriente importante para las plantas, árboles, y hierbas de la biosfera terrestre. Los Minerales de silicato son abundantes en formaciones rocosas, comprendiendo aproximadamente 90 % de la corteza terrestre y se transforman en dióxido de silicio durante los procesos de meteorización; tales procesos son de interés para el secuestro de carbono. Por ejemplo, el silicato de magnesio (enstatita) se transforma mediante la reacción:
{\displaystyle {\ce {MgSiO3(s) + 2CO2(g) + H2O(l) = Mg2+(aq) + 2HCO3- (aq) + SiO2(aq)}}}
Los ríos transportan los compuestos de silicio y los depositan en forma de varios polimorfos minerales. El proceso de erosión depende de las precipitaciones, la vegetación, y de la litología, y la topografía.
Las plantas absorben fácilmente el silicato en la forma de H4SiO4 para la formación de fitolitos, estructuras rígidas en el interior de las células que procuran la integridad estructural de la planta. Los fitolitos también pueden proteger las plantas contra los herbívoros, que son incapaces de digerir eficazmente plantas ricas en sílice. Los fitolitos liberan el silicio por descomposición o  disolución, y los cursos de agua lo transportan hasta el océano. Aunque  el ciclo del silicio tiene una importancia relativamente menor entre los ciclos bioquímicos de los ecosistemas terrestres, este proceso es el doble de rápido que la producción de sílice libre por erosión directa, y la fuente más importante en el ciclo marino del silicio. En menor medida, el sílice presente en los sedimentos terrestres puede pasar directamente a la  corteza.

## Ciclo marino del silicio
El sílice oceánico procede, en un 90 %, de las aguas veridas al mar por los ríos. Otras fuentes secundarias son las aguas subterráneas, la erosión de los suelos marinos, las fuentes hidrotermales y los procesos de sedimentación eólica.
Ciertos organismos marinos, como las diatomeas y los radiolarios, captan los silicatos disueltos en el océano y los incorporan en forma en ópalo.  Las moléculas de silicio presente en los mares se reciclan aproximadamente veinticinco veces antes de su deposición permanente en los sedimentos marinos del fondo del mar. Este proceso de rápido reciclaje depende de la disolución de sílice en la materia orgánica de la columna de agua, seguida por la absorción por organismos en la zona fótica. El tiempo de permanencia del sílice en los reservorios biológicos es aproximadamente de cuatrocientos años. La producción biogénica de silicio en la zona fótica es de unos 240 ± 40 Tmol/año. La disolución en la superficie retira aproximadamente 135 Tmol/año, mientras que el silicio restante se hunde hacia el fondo del mar. En el océano profundo, se disuelven 26.2 Tmol de silicio al año antes de depositarse en los sedimentos pelágicos como lluvia de ópalo. Más del 90 % del sílice de los sedimentos se disuelve, reflota y es reutilizado de nuevo en la zona eufótica.
Alrededor de 6.3 ± 3.6 Tmol/año de silicio permanece en los depósitos del fondo del mar, desde donde penetra en la corteza terrestre por subducción y se metamorfosea en la zona superior del manto terrestre. Los minerales de silicio formados en el manto se elevan finalmente hasta la superficie, donde se incorporan de nuevo al ciclo. Este proceso puede durar decenas de millones de años. Otro sumidero importante de silicio marino está en los márgenes continentales, donde acaban 3.6 ± 3.7 Tmol/año, principalmente en forma de espículas silíceas que son el componente básico de las esponjas vítreas Hexactinellida. El sílice también puede ser salir del ciclo permanentemente cuando se convierte en Chert.
Existe un alto grado de incertidumbre sobre si el ciclo de sílice marino se encuentra en equilibrio. El tiempo de residencia del sílice en los océanos se calcula en  unos diez mil años.

## Influencia antropogénica
El aumento de la superficie dedicada a la agricultura en los últimos cuatro siglos ha aumentado la exposición y consiguiente erosión de silicatos. En consecuencia, se ha incrementado también la lixiviación de los depósitos de  sílice amorfo y la concentración de sílice disuelto en los ríos. En cambio, la construcción de embalses ha tenido como resultado una reducción en el suministro de sílice al océano debido a su absorción por las diatomeas de agua dulce. Ls preponderancia del fitoplancton sin silicio debida al aumento de nitrógeno y fósforo proveniente de las actividades agrícolas y la mayor tasa de disolución del sílice en aguas más cálidas pueden limitar el volumen de los sedimentos oceánicos de silicio en el futuro.

## Función en el control climático
El ciclo del silicio desempeña un papel importante en el control a largo plazo del clima global, por su efecto en el ciclo del carbono. El proceso de meteorización de los minerales de silicato transfiere CO2 atmosférico a la fase hidrológica del ciclo. A escalas de tiempo geológicas, los índices de erosión cambian debido a la actividad tectónica: durante periodos de elevación la meterorización es mayor y aumenta la captación de CO2, compensando las emisiones de CO2 asociadas a la actividad volcánica. Este equilibrio forma parte del control del efecto invernadero y del pH del océano.